# NGC 3333
NGC 3333 is een balkspiraalstelsel in het sterrenbeeld Luchtpomp. Het hemelobject werd op 2 februari 1835 ontdekt door de Engelse astronoom John Herschel.

## Synoniemen
- ESO 376-2
- MCG -6-24-1
- IRAS10375-3546
- PGC 31723